# Sandrine Rousseau
Pour les articles homonymes, voir Rousseau.
Sandrine Rousseau , née le 8 mars 1972 à Maisons-Alfort (Val-de-Marne), est une économiste et une femme politique française.
Enseignante-chercheuse en sciences économiques, elle mène ses travaux dans les domaines de l'économie de l'environnement, des emplois domestiques et de la responsabilité sociétale des entreprises. Elle est vice-présidente de l'université de Lille de 2008 à 2021.
Adhérente des Verts à partir des années 2000, elle est l'une des figures de la création d'Europe Écologie Les Verts (EELV) en 2009. De 2010 à 2015, elle est vice-présidente du conseil régional du Nord-Pas-de-Calais, chargée de l’enseignement supérieur et de la recherche. Elle intègre le bureau exécutif d’EELV en 2011, est nommée porte-parole en 2013 et devient secrétaire nationale adjointe de la formation trois ans plus tard.
En 2017, elle quitte le parti à la suite de l'affaire Denis Baupin, dont elle est l'une des accusatrices. La même année, elle fonde et préside l'association Parler (devenue En Parler en 2021), promouvant l'entraide entre victimes de violences sexuelles. Alors que le mouvement #MeToo commence, elle est une figure de la lutte contre les violences conjugales et pour l'égalité hommes-femmes en France.
Elle réintègre EELV en 2020 puis se porte candidate à la primaire de l'écologie en vue de l'élection présidentielle de 2022. Au terme d'une campagne lors de laquelle elle émerge par ses prises de position radicales, elle est battue au second tour par Yannick Jadot, obtenant 48,97 % des suffrages exprimés.
Elle est élue députée dans la neuvième circonscription de Paris lors des élections législatives de 2022 sous l'étiquette EELV/NUPES puis réélue lors des législatives de 2024 sous l'étiquette EELV-NFP.

## Biographie

### Famille
Née à Maisons-Alfort (Val-de-Marne), Sandrine Rousseau grandit à Nieul-sur-Mer (Charente-Maritime), dans une famille engagée à gauche. Ses parents sont inspecteurs des impôts,,. Son père, Yves Rousseau, est militant socialiste et maire de Nieul-sur-Mer de 2001 à 2008,,. Sa mère s'est impliquée à la Confédération française démocratique du travail (CFDT),. Elle a un frère.
Elle a été mariée à François-Xavier Devetter, un économiste dont elle a divorcé,. Ils sont les parents de trois enfants, nés avant le début de son parcours politique en 2009 ; elle déclare que l'avenir de ses enfants la motive fortement à vouloir agir. En 2021, elle déclare vivre en concubinage avec un homme.

### Études
Installée dans le Nord-Pas-de-Calais pour ses études à partir de 1995, Sandrine Rousseau y mènera sa carrière universitaire et politique. Villeneuve-d'Ascq puis Lille sont ses villes d’adoption.
Elle étudie à l'université de Poitiers avant d'entrer à l'université de Lille. Elle s’engage à Chiche, un syndicat étudiant, et se syndique au Syndicat national de l'enseignement supérieur (SNESUP-FSU),.
En 2002, elle obtient un doctorat en sciences économiques avec les félicitations du jury, pour une thèse intitulée « Économie et environnement, une analyse régulationniste de la rente environnementale », qui aborde les rapports sociaux à l’environnement et leur impact sur les processus d’accumulation. Alain Lipietz fait partie de son jury de thèse.

### Carrière universitaire

#### Enseignante-chercheuse
À partir de 2003, elle est maîtresse de conférences en sciences économiques à l'université de Lille et enseignante-chercheuse au sein du Centre lillois d'études et de recherches sociologiques et économiques (CLERSÉ). Ses domaines de recherche portent sur l'environnement, la responsabilité sociétale des entreprises, le travail domestique.
Elle donne des cours à l’Institut d'études politiques de Lille, centrés sur les inégalités sociales et environnementales,.

#### Responsabilités administratives
En 2008 elle devient vice-présidente chargée de la vie étudiante, de la vie de campus, du développement durable et de l'égalité femmes-hommes de l'université. Elle exerce ces fonctions au sein de l'université Lille-I d'abord puis, à l’issue de la fusion de cette dernière avec les universités Lille-II et Lille-III en 2018, de l’université de Lille au sein d'une équipe composée de 19 vice-présidents où chacun est associé à un domaine précis,. Elle ne se représente pas à cette fonction lorsque son mandat s'achève le 31 décembre 2021.

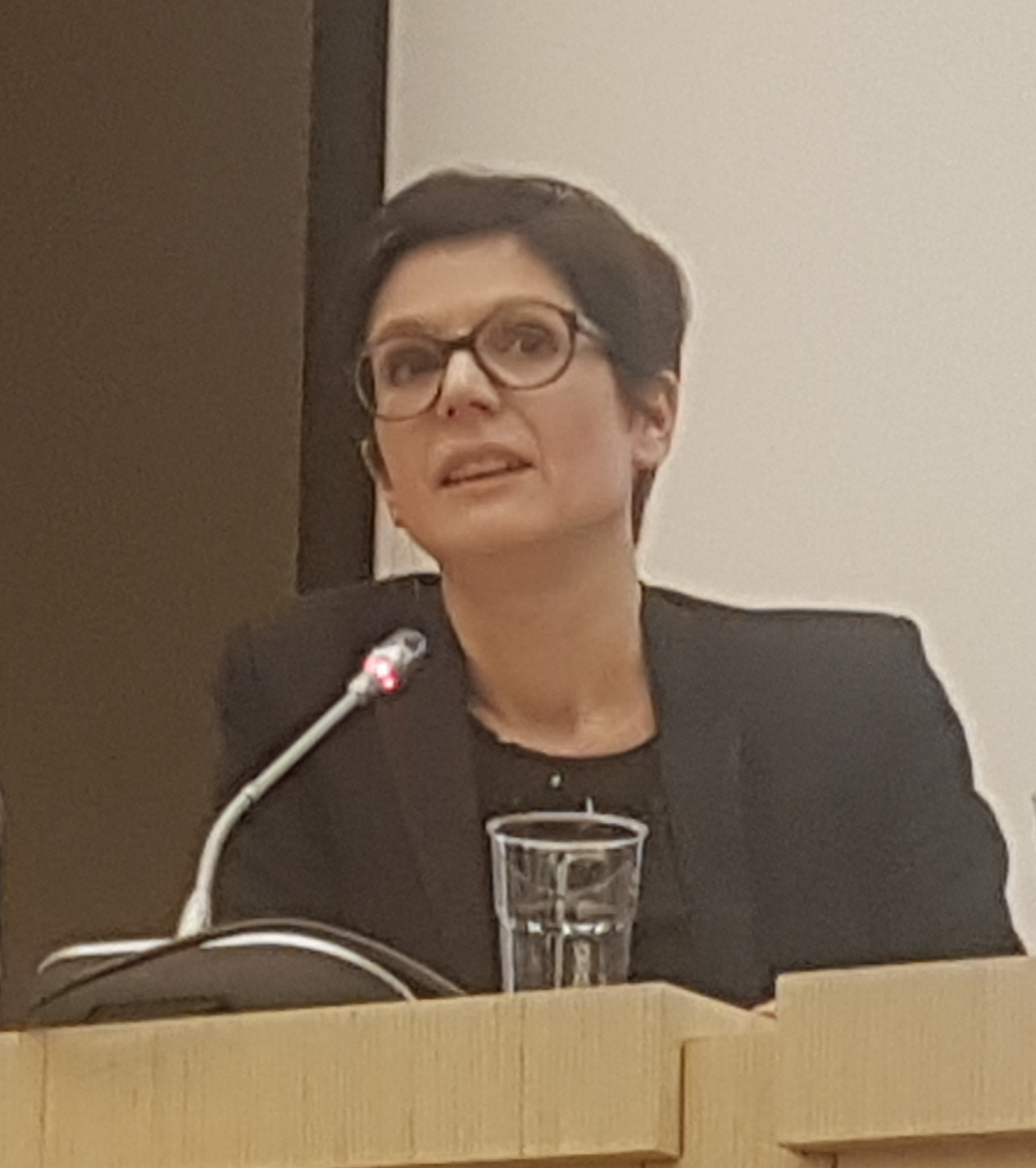
Sandrine Rousseau en 2019.

Dans les actions qu’elle y initie ou accompagne, il y a notamment la création de chantiers « nature » pour restaurer les écosystèmes des campus et de potagers participatifs à destination des étudiants, enseignants et membres du personnel de l’université ou encore la mise à disposition gratuite de vélos pour traverser les campus et l'ouverture d’une Maison du vélo à la Cité scientifique. Sur le volet égalité femmes-hommes, elle soutient le projet « L’université avec un grand Elles », qui met en lumière les femmes qui ont fait l'université de Lille, le renommage au féminin de plusieurs amphithéâtres après un vote des étudiants, mais aussi la lutte contre les violences à travers l’organisation de manifestations culturelles et de sensibilisation (Les Monologues du vagin,, des « Semaines de l'égalité »), la mise en place de référents « violences sexistes et sexuelles » dans les soirées étudiantes, les ateliers d’autodéfense verbale ou le pilotage de la cellule de lutte contre le harcèlement.
Elle se déclare candidate à la direction de l'Institut d'études politiques de Lille en janvier 2019 et propose un programme écologique et social au sein de l'école,. Elle échoue le 19 janvier face à l'ancien directeur Pierre Mathiot, avec 8 voix contre 21,, dont — selon elle — deux voix contre d'Olivier Duhamel et Gérald Darmanin. Elle vise ensuite la tête de l'Institut régional d'administration de Lille : Gérald Darmanin, ministre de tutelle de l'Institut, écarte sa candidature.
En mars 2020, elle est élue présidente de la Conférence permanente des chargé(e)s de mission égalité et diversité (CPED), qui fédère quatre-vingt quatorze établissements publics d’enseignement supérieur et de recherche autour des politiques d’égalité-diversité.

## Parcours politique

### Débuts chez Europe Écologie Les Verts
Selon BFM TV, « son éducation politique se fait par Rachel Carson et son livre Printemps silencieux, qui a lancé le mouvement écologiste aux États-Unis ». Elle adhère aux Verts dans les années 2000, avec son mari.
En 2009, Sandrine Rousseau adhère au nouveau mouvement Europe Écologie Les Verts, fruit d’une ouverture du parti des Verts en vue de la constitution de listes aux élections européennes. Elle indique avoir été sollicitée après avoir invité le Secours populaire français à distribuer à la faculté des repas aux étudiants précaires, en tant que vice-présidente chargée de la vie universitaire à l’université de Lille, suscitant une polémique nationale. Poussée par un sentiment d’éco-anxiété et un besoin d’agir, elle accepte après avoir d'abord refusé la proposition, jugeant trop difficile d’être à la fois enseignante, mère de trois enfants et militante. Son profil d’économiste travaillant dans le milieu universitaire lui permet de progresser rapidement dans les instances locales du rassemblement écologiste.

### Candidatures aux européennes de 2009 et régionales de 2010
Quelques mois après son adhésion, elle est candidate aux élections européennes de 2009, en 5e position sur la liste Nord-Ouest menée par Hélène Flautre, qui l’emporte dans un contexte de victoire historique pour les écologistes.
L'année suivante, elle est candidate aux élections régionales françaises de 2010 pour la région Nord-Pas-de-Calais, en 3e position sur la liste du Nord. À la suite de la fusion des listes de gauche, elle est élue au soir du second tour sur la liste d'union conduite par Daniel Percheron (PS). Elle est nommée vice-présidente du conseil régional, chargée de la recherche et l'enseignement supérieur (jusqu'en 2015),,.
Elle met notamment en œuvre le plan campus, vaste projet de constructions et réhabilitations visant à améliorer les conditions de vie des étudiants de la région, et développe des programmes innovants de recherche comme « chercheurs citoyens » qui associent chercheurs et associations afin de travailler sur des sujets sociétaux. Elle œuvre au projet de fusion des trois facultés lilloises en une seule grande université (fusion qui sera effective en 2018), soutient et développe des programmes de démocratisation de l'enseignement supérieur, crée le dispositif des emplois étudiants afin de faciliter conciliation des études et emplois. Elle pilote et coordonne le schéma régional d'enseignement supérieur et de recherche, crée une instance de concertation « le parlement du savoir ». En matière de recherche, elle soutient de grands programmes et accompagne l'installation sur la région d'équipements, et de centres de recherche sur le diabète, le cancer ou encore sur les sciences du visuel.

### Élections législatives de 2012 dans le Nord
En juin 2012, elle est candidate investie par EELV et le Parti socialiste dans la 21e circonscription du Nord (Valenciennes). Elle recueille 16,71 % des suffrages face à Jean-Louis Borloo (UDI) et Fabien Thiémé (Front de gauche),. Au second tour, elle appelle à soutenir Fabien Thiémé.

### Entrée au bureau exécutif d'EELV
Signataire de la motion « Maintenant » conduite par Cécile Duflot et Philippe Meirieu, elle intègre le bureau exécutif d'Europe Écologie Les Verts à l'issue du congrès de La Rochelle (juin 2011). Elle coordonne l'écriture du projet « Vivre mieux » présenté par EELV pour l'élection présidentielle et les élections législatives de 2012, et est chargée du programme et des négociations avec le Parti socialiste,.
À la suite du congrès de Caen (novembre 2013) où elle signe la motion « Pour un cap écologiste ! », elle est réélue en décembre 2013 au bureau exécutif d’EELV, chargée cette fois du porte-parolat (avec Julien Bayou), poste qu'elle occupe jusqu'en 2016,.
En 2014, lorsque Manuel Valls est nommé à Matignon, elle plaide pour que les écologistes restent au gouvernement, contre la décision finale prise par Cécile Duflot de le quitter.

### Tête de liste aux élections municipales à Villeneuve-d'Ascq de 2014
Elle mène la liste écologiste aux élections municipales de Villeneuve-d'Ascq en mars 2014, face entre autres au maire historique de la ville, Gérard Caudron, en place depuis quatre décennies. Sa liste, séparée de celle du PS contrairement à ce qui est prévu dans de nombreuses autres villes, bénéficie d'une percée des écologistes et surtout de l'affaiblissement général du PS, principale victime de ces élections qui voient la gauche ne conserver que 349 des 509 communes de plus de 10 000 habitants. Elle double ainsi le score des écologistes en obtenant 9,94 % des suffrages au premier tour, mais, à douze voix près, ne peut pas se maintenir au second tour.

### Élections régionales de 2015 en Nord-Pas-de-Calais-Picardie
Pour les élections régionales de 2015 en Nord-Pas-de-Calais-Picardie, elle mène la liste d'un rassemblement citoyen comprenant Europe Écologie Les Verts, le Parti de gauche, la Nouvelle Gauche socialiste (parti composé de dissidents venant du Parti socialiste) et de Nouvelle Donne,,,. Elle décline l'appel à l'union des socialistes, menés par Pierre de Saintignon, alors qu'EELV et le PS ont gouverné ensemble lors de la mandature précédente,.
Ces élections régionales de 2015 en Nord-Pas-de-Calais-Picardie voient la gauche perdre la totalité des 108 sièges qu'elle avait obtenus en 2010 et la liste de Marine Le Pen réaliser une percée historique, passant de 18 % à 40 % des voix en cinq ans. La liste de Sandrine Rousseau est éliminée dès le premier tour avec un score de 4,83 % des voix, très loin de Xavier Bertrand (UMP) et Marine Le Pen (FN), mais aussi des scores réalisés lors des élections régionales de 2010 en Nord-Pas-de-Calais par les deux composantes principales de sa liste de 2015, le Parti de gauche, mené en 2010 par Alain Bocquet (10,78 %), et Europe Écologie Les Verts, menée en 2010 par Jean-François Caron (10,34 %), le total des deux scores de 2010 étant en 2015 divisé par quatre.

### Affaire Baupin
En mai 2016, dans le cadre d'une enquête réalisée par Mediapart et France Inter, elle fait partie, avec Isabelle Attard, Elen Debost et Annie Lahmer, des quatre élues qui accusent le député Denis Baupin de harcèlement sexuel et d'agressions sexuelles. Ces accusations sont retentissantes dans un parti qui se réclame du féminisme. À la suite de ces accusations, le 9 mai 2016, Denis Baupin démissionne de la vice-présidence de l’Assemblée nationale. Le 6 mars 2017, l'affaire est classée sans suite, pour prescription. Denis Baupin porte plainte en diffamation contre les journalistes qui ont réalisé l'enquête, Lénaïg Bredoux de Mediapart et Cyril Graziani de France Inter, ainsi que contre le parti Europe Écologie les Verts. Il annonce déposer plainte pour dénonciation calomnieuse contre les femmes qui l'accusent. Débouté, condamné pour procédure abusive, il doit verser à Sandrine Rousseau, comme aux autres prévenues, cinq cents euros de dommages et intérêts en février 2019.
En septembre 2017, Sandrine Rousseau publie un livre, Parler, qui raconte ce qu'elle a dû surmonter pour dénoncer les faits, de la prise de parole au dépôt de plainte. Invitée dans l'émission On n'est pas couché sur France 2 présentée par Laurent Ruquier, elle fait le récit de l'agression, accusant Denis Baupin de l'avoir forcée à l'embrasser dans un couloir en marge d’une réunion de EELV en octobre 2011. Elle est prise à partie par Christine Angot, qui lui explique de façon virulente qu'elle pense que l'expression publique de sa souffrance et l'attente de la sollicitude de son parti politique n'est pas la bonne, ou la seule façon de se libérer de la souffrance que laisse une agression. Le Conseil supérieur de l'audiovisuel émet une mise en demeure à  France Télévisions, soulignant la virulence des attaques des chroniqueurs, la complaisance de l’animateur s’agissant d’un « sujet particulièrement grave et douloureux », et le montage trompeur de l'émission.
Sandrine Rousseau divorce durant cette période et dit subir un violent retour de flamme dans son parti et à l'université, où certaines personnes refusent désormais de la saluer ou de la côtoyer.

### Derniers mois au sein de la direction d'Europe Écologie Les Verts
À l'issue du congrès d'Europe Écologie Les Verts de juin 2016 (trois semaines après le déclenchement de l'affaire Baupin), elle conduit sa propre motion et devient secrétaire nationale adjointe du parti aux côtés d'Alain Coulombel, également issu de sa motion, alors que David Cormand est élu secrétaire national,.
En 2017, elle est candidate aux élections législatives dans la 9e circonscription du Nord,. Dans un contexte de triomphe des candidatures LREM, elle termine cinquième en obtenant 4,74 % des suffrages exprimés.
Le 29 septembre 2017, Sandrine Rousseau annonce sur RTL qu'elle n'est plus cadre d'Europe Écologie Les Verts. Elle estime avoir été poussée au départ par son parti : « Ils m’ont fait partir : j’ai été soutenue financièrement pour le procès mais dans la pratique politique, c’était très dur. Je sentais que ma présence les gênait ». Cette rupture dans sa carrière politique, signe aussi son entrée dans l’engagement associatif, pour la libération de la parole et contre les violences faites aux femmes, lutte dont elle est devenue un symbole en accusant l'ex-responsable du parti écologiste,.

### Investissement dans la lutte contre les violences sexuelles
En 2017, elle crée l'association Parler, une association d'entraide entre victimes de violences sexuelles. Elle lance un appel aux dons et aux bénévoles pour pouvoir enclencher les premières actions de l'association. Quatre antennes ouvrent dès janvier 2018 où, chaque mois, sont accueillies des femmes victimes de violences sexuelles et où sont animés des groupes de parole. En 2020, l'association est présente dans une dizaine de villes de France. En 2021, l'association devient En parler. La même année, quand elle se déclare candidate à la primaire écologiste, Sandrine Rousseau en quitte la présidence.
En parallèle de son investissement au sein de son association, elle intervient régulièrement dans le débat sur les violences faites aux femmes, et plus largement sur l'égalité femmes-hommes, dans le cadre du mouvement #MeToo en France et en tant que féministe revendiquée,.

### Recours en carence contre l'État pour inaction sur la pollution de l'air aux particules fines
En 2017, elle dépose un recours en carence contre l'État pour inaction sur la pollution de l'air aux particules fines, après une série de pics de pollution dans le Nord de la France, face auxquels aucune mesure n’avait été prise. Le jugement du tribunal administratif de Lille reconnaît la carence fautive de l'État sans toutefois le condamner. Les fautes de l'État en matière de pollution de l'air ont déjà été reconnues en France, notamment en région parisienne et à Lyon, c'est la première fois que la justice prend cette décision pour Lille et donc que l'État est reconnu fautif de la mauvaise qualité de l'air dans une zone qui n'était pas spécialement pointée du doigt par la Cour de justice de l'Union européenne.

### Campagne présidentielle de 2022
Le 5 septembre 2020, Sandrine Rousseau annonce sa ré-adhésion à Europe Écologie Les Verts, puis déclare le 26 octobre 2020 aux militants du parti sa volonté de se porter candidate à la primaire des écologistes pour l'élection présidentielle de 2022,,,,. Elle indique que son retour a été motivé par la nomination de Gérald Darmanin comme ministre de l'Intérieur, en juillet 2020, alors qu'il est accusé d’avoir profité de sa position d’élu pour obtenir des faveurs sexuelles,. Première à se porter candidate à la primaire, elle a comme concurrents Delphine Batho, Jean-Marc Governatori, Yannick Jadot et Éric Piolle. Elle s'engage en cas de victoire à participer à la Primaire populaire, un scrutin organisé par des militants indépendants qui souhaitent une candidature unique de rassemblement à gauche.

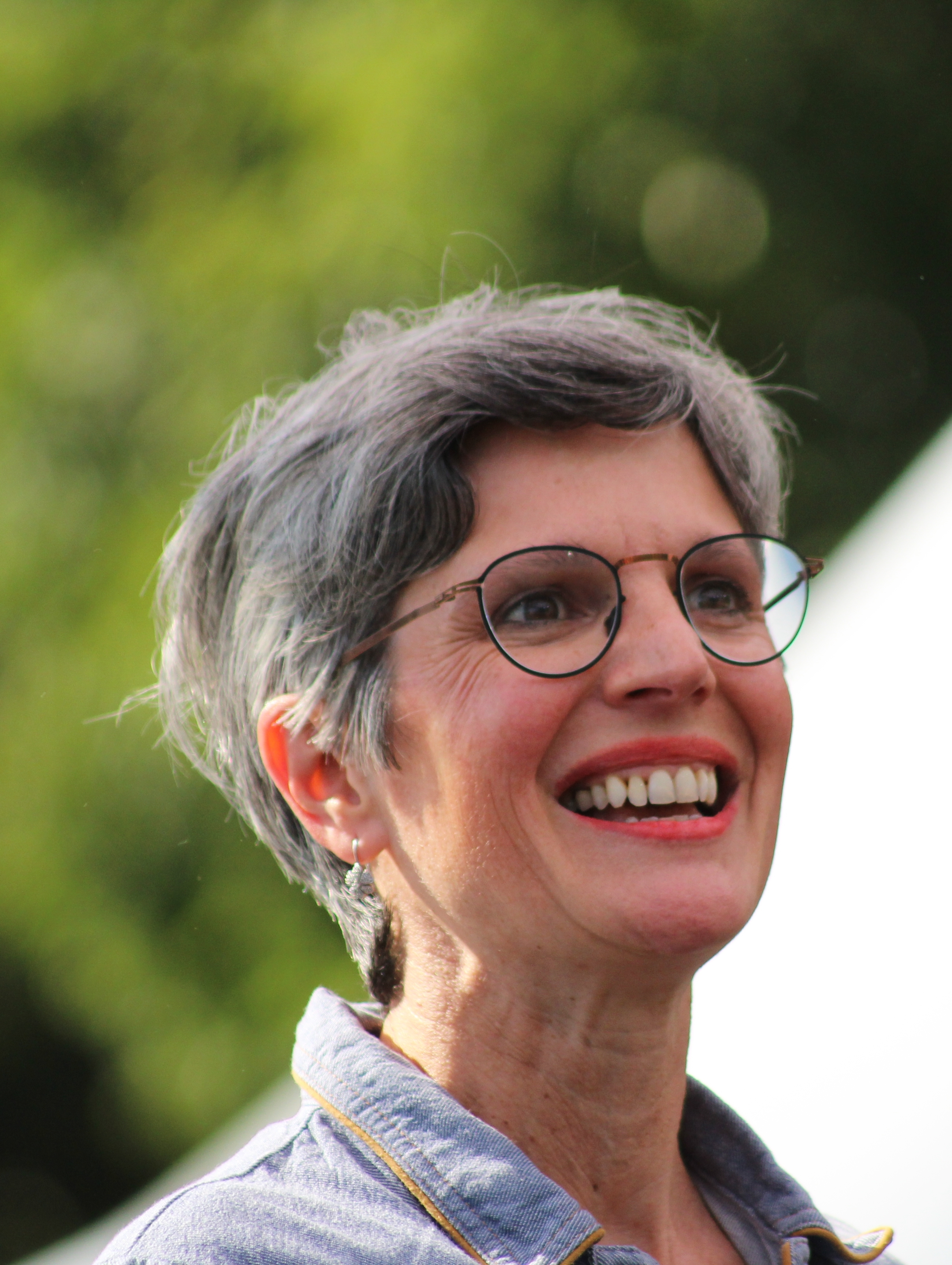
Sandrine Rousseau lors des journées d'été des écologistes (août 2021, Poitiers).

Considérée comme la toute première candidate, en politique française, à se réclamer de l'écoféminisme, elle « s’appuie sur un programme écologiquement radical et féministe » selon Reporterre. Elle défend notamment :
- l'institution de droits pour la nature ;
- la mise en place d'une comptabilité et de quotas carbone pour les entreprises et les ménages ;
- l'instauration de taxes sur les biens et services polluants ;
- l’augmentation du prix du carbone ;
- la création d'un « revenu minimal d’existence » de 850 euros pour les jeunes Français sans revenu à partir de 18 ans — financé notamment par la fusion de 15 prestations existantes, l’individualisation de l’impôt, l’augmentation de la progressivité de l’impôt sur les revenus et une fiscalisation du cannabis (dont la consommation serait légalisée) ;
- la valorisation du SMIC ;
- la réduction du temps de travail à quatre jours par semaine ;
- la gratuité des premiers m³ d’eau et mégawatts-heures d’électricité ;
- la sortie des pesticides ;
- l'organisation d'une convention citoyenne pour changer de République ;
- un plus grand pouvoir pour le Parlement et la création d'un « vote de défiance » ;
- l'instauration d'une forte dose de proportionnelle aux élections législatives[7],[96],[97],[98],[92],[99].

Selon Mediapart, elle « creuse le sillon des luttes contemporaines émanant de la société civile » et « épouse le renouvellement du militantisme antiraciste ». Reporterre indique que « sa candidature a suscité beaucoup d’enthousiasme au sein des réseaux militants féministes, LGBT et antiracistes ». La chercheuse Vanessa Jérôme estime qu'elle « a défendu une écologie écoféministe, ancrée à gauche, imprégnée des mobilisations les plus récentes : #MeToo, Black Lives Matter, les « gilets jaunes » et les marches pour le climat ». Tout comme sa concurrente Delphine Batho, elle prône la décroissance,,. Libération l'estime « très proche sur le plan des idées » de son concurrent Éric Piolle.
Elle ne revendique pas de soutien au sein du bureau exécutif d'EELV mais est soutenue par quelques élus dont Alice Coffin et Pierre Serne (membres de son équipe de campagne), des membres de la commission féministe du parti, la totalité des lanceuses d’alerte de l’affaire Denis Baupin, ainsi que des personnalités du secteur culturel et du podcasting telles que Pénélope Bagieu, Lauren Bastide, Eve Ensler, Jane Fonda, Adèle Haenel, Lio, Céline Sciamma, Bruno Solo ou encore Victoire Tuaillon,,,,,. Son équipe de campagne est composée principalement de néophytes en politique, avec une minorité de militants traditionnels. Selon Mediapart, elle « prône « une alliance la plus large possible sur un programme de rupture et d’écologie sociale », de fait, plus raccord avec les Insoumis qu’avec les socialistes ». Libération indique que « sa radicalité attire une partie des militants écologistes, souvent jeunes », et que ceux de La France insoumise « l’observent avec une forme de bienveillance » et « aimeraient la voir gagner pour tenter un rapprochement dans la foulée ». Elle entretient de bonnes relations avec Jean-Luc Mélenchon,.
Alors que sa candidature n'était pas perçue comme capable de l'emporter au début de sa campagne, elle apparaît à l'approche du premier tour comme la candidate de la primaire la plus visible médiatiquement en raison des polémiques liées à ses prises de position radicales, et en mesure de bousculer le duel annoncé entre Yannick Jadot et Éric Piolle,,. Elle finit deuxième du premier tour de la primaire avec 25,14 % des voix, se qualifiant pour le second tour. Finalement, Sandrine Rousseau est battue de justesse au second tour face à Yannick Jadot, obtenant 48,97 % des voix exprimées.
Libération relève qu'elle a assumé un positionnement radical tout au long de sa campagne et que « c’est encore par le biais de la radicalité qu’elle a mis Yannick Jadot en difficulté pendant les dix jours d’entre deux tours ». Selon Mediapart, « elle est reconnue par le mouvement féministe comme sa candidate davantage que comme la candidate d’un parti », ce qui « s’explique par la force des mobilisations récentes et par la structuration du féminisme dans le champ scientifique », et « laisse présager l’émergence d’une offre électorale féministe ».
Selon Acrimed, Sandrine Rousseau a fait l'objet dans les médias d'« une véritable campagne de disqualification, insultes sexistes à l’appui ». Arrêt sur images estime que « ses maladresses sont traquées et disséquées, son engagement féministe jugé “déplacé”, son positionnement qualifié de “victimaire” », tandis que son programme a été « complètement ignoré ». La chercheuse Vanessa Jérôme estime que, tandis que les débats internes à la primaire ont été sereins, « la violence est donc surtout venue de l’extérieur, et elle n’a fait qu’une seule victime : Sandrine Rousseau. Gratuite, le plus souvent hors de propos et démesurée, elle s’est exprimée par la voix des commentateurs, des faiseurs d’opinions politiques et des haters présents sur les réseaux sociaux. [...] Cette violence, ajoutée à celle de l’anti-écologisme le plus classique, prouve une fois encore la difficile réception d’une parole – et d’une candidature présidentielle – féministe dans une France sexiste, perméable aux peurs irrationnelles alimentées par l’agitation d’on ne sait quels « islamo-gauchisme », « wokisme » ou « cancel culture » venus d’ailleurs, et surtout rétive à entendre dénoncer les inégalités et les discriminations qui frappent une partie pourtant toujours plus grande de la population ».
Après avoir entretenu le doute sur son soutien à Yannick Jadot pour l'élection présidentielle, elle assure qu’elle fera bien campagne pour lui, « sans état d’âme ». Tout comme Delphine Batho et Éric Piolle, elle intègre l'organigramme de campagne en occupant les fonctions de présidente du « conseil politique » (chargé de la stratégie du candidat) et conseillère spéciale aux questions de précarité et de discrimination,. En parallèle, elle fait part de son intention de se présenter à la direction d'EELV lors du prochain congrès du parti, en 2022. En novembre 2021, L'Obs indique qu'elle « continue d’afficher ses ambitions et de faire entendre sa différence, au point de s’imposer pour certains comme une « vice-candidate » » ; Le Journal du dimanche, qu'elle « oscille entre collaboration avec Yannick Jadot et volonté de peser ».
Le 3 mars, Sandrine Rousseau est exclue de l'équipe de campagne de Yannick Jadot à la suite de vives critiques contre la stratégie de campagne des écologistes, rapportées par Le Parisien : tenus en off, ces propos sont démentis par Sandrine Rousseau,.

### Députée de Paris

#### Élection
En février 2022, Le Journal du dimanche révèle son intention de se présenter aux élections législatives françaises de 2022 dans la neuvième circonscription de Paris détenue depuis 2017 par le député LREM Buon Tan. Elle confirme cette intention le 26 avril dans l'émission À l'air libre de Mediapart alors même que son investiture est bloquée par les négociations de l'accord électoral entre EELV et La France insoumise. Le 28 avril, l'accord des deux organisations sur sa candidature dans cette circonscription est finalement entériné. Elle est ainsi investie par la NUPES pour les élections législatives de 2022, où elle recueille un des meilleurs scores d'EELV, plus de 42 %.
Pendant cette élection, une candidate homonyme de Sandrine Rousseau, représentant Le Mouvement de la ruralité, se présente dans la même circonscription qu'elle. La candidate écologiste dénonce dans ce choix « une stratégie pour [la] faire taire ». Un membre du Mouvement de la ruralité nie cependant que l'objectif soit de tromper les électeurs, mais déclare qu'il s'agit de marquer davantage l'opposition. En revanche, la candidate NUPES opère une analogie avec les méthodes de Vladimir Poutine : en Russie, des candidats homonymes sont massivement présentés,.
Le 19 juin 2022, elle est élue députée de la neuvième circonscription de Paris avec 58,05 % des voix face au candidat de la majorité présidentielle et député sortant Buon Tan.
En avril 2023, Complément d'enquête publie « la vraie-fausse attestation de domicile de Sandrine Rousseau dans le 13e arrondissement de Paris pour pouvoir y voter à la présidentielle sans y habiter et préparer ainsi son parachutage aux législatives ». Le magazine de télévision d'investigation soutient que Sandrine Rousseau s'est inscrite sur les listes électorales du 13e arrondissement grâce à une attestation de domicile qu'elle n'a jamais occupé. Claire Monod, une concurrente écologiste écartée lors de l’investiture Europe Ecologie-Les Verts aux législatives de 2022, dénonce dans l'émission ce parachutage. En juin 2023, elle porte plainte contre Sandrine Rousseau pour déclaration frauduleuse ou faux certificat, ; en juillet, une enquête est ouverte par le parquet de Paris sur les conditions de l’élection de Sandrine Rousseau,.

#### Présence dans les médias
Au sortir de l'été 2022 qui connaît des vagues de chaleur successives, ainsi que des incendies de forêts et sécheresses record, elle apparaît, selon le New York Times, comme la voix la plus forte de la lutte contre le changement climatique en France. Le Monde la présente en septembre 2022 comme « la tête de pont de l’écologie politique française » ; Le Journal du dimanche estime deux mois plus tard qu'elle « s’est imposée en quelques mois comme l’une des figures de l’écologie politique. Si ce n’est la principale ». Elle est la députée la plus connue du groupe écologiste à l’Assemblée nationale. Libération souligne qu'elle se distingue au sein de ce dernier, « qu’elle appelle à « taxer les riches » pendant les débats sur le texte sur le pouvoir d'achat ou qu’elle dessine un triangle représentant un vagin avec ses mains en signe de sororité pendant une attaque de la majorité sur l’affaire Quatennens ». Libération considère plus largement qu'elle « structure aujourd’hui la vie politique française », au regard des débats qu'elle a lancés en quelques semaines sur le barbecue comme symbole de la virilité toxique ou sur le travail comme « valeur de droite ». Le quotidien souligne qu'« elle opère en duo avec Fabien Roussel, qui lui donne la contradiction sur un ton pas moins provocateur. Le communiste représente la gauche popu, l’écolo représente la gauche bobo, jusqu’à la caricature ».

#### Congrès d'EELV de fin 2022
Pour le congrès d'EELV de novembre-décembre 2022, elle soutient la motion « La Terre, nos luttes » menée par Mélissa Camara et issue d’une fusion entre le courant écoféministe et antiraciste, l’aile gauche du parti portée par Alain Coulombel, et le collectif La Relève (composé notamment de membres des Jeunes écologistes),. Au premier tour, Mélissa Camara arrive en troisième position avec 13,53 % des voix, loin derrière Marine Tondelier avec 46,97 % des voix et Sophie Bussière, soutenue par Yannick Jadot et Éva Sas, avec 18,07 % des voix. Dans le contexte de la campagne du congrès, les événements de Sainte-Soline font réémerger la tension entre Sandrine Rousseau et Yannick Jadot.

#### Réforme des retraites en France de 2023
En janvier 2023, elle est responsable du texte pour le groupe écologiste à l'Assemblée nationale concernant le projet de réforme des retraites. En outre, elle dénonce la gestion du maintien de l'ordre au cours des manifestations contre cette réforme, accusant le président Emmanuel Macron de « chercher l'incident ».

#### Proposition de loi adoptée par l'Assemblée nationale
En avril 2023, elle porte une proposition de loi adoptée par l'Assemblée nationale : celle-ci vise à mieux indemniser les propriétaires de maisons fissurées en raison des phénomènes de retrait-gonflement des argiles, aggravés par le réchauffement climatique.

#### Réélection en 2024
Lors des élections législatives de 2024, Sandrine Rousseau se présente sous la bannière du Nouveau Front populaire. Elle est réélue députée de la neuvième circonscription de Paris au premier tour avec 51,13 % des voix, face notamment à Pegah Malek-Ahmadi, une candidate du parti Horizons. Pour le journal Libération, sa victoire s'explique notamment par une meilleure implantation locale, ainsi que par sa présence médiatique, qui en a fait une personnalité identifiée par les électeurs de la circonscription.

## Prises de position et controverses

### Positionnement général

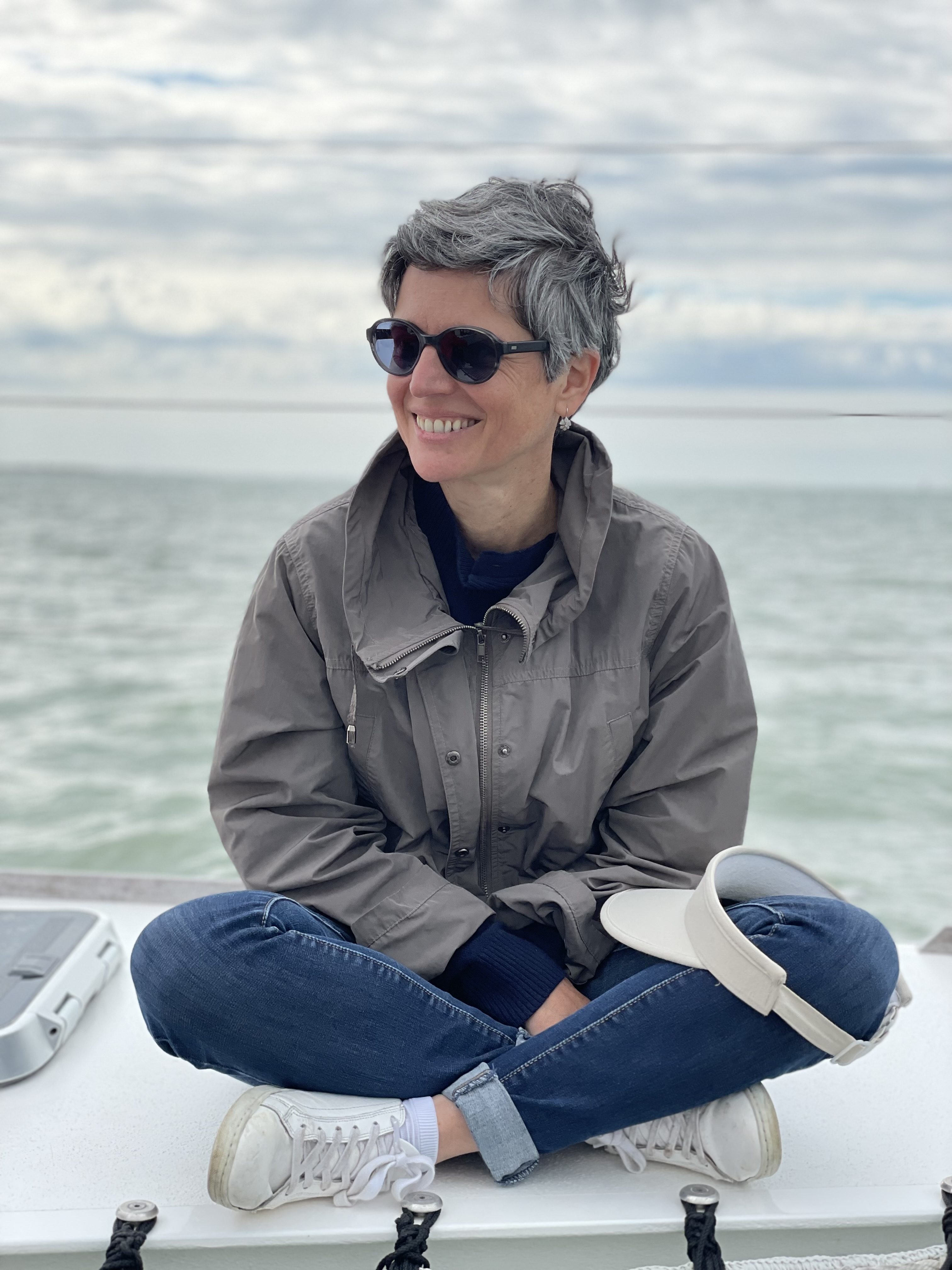
Sandrine Rousseau à La Rochelle (2021).

Ses engagements la portent de l’écologie au féminisme et aux questions socio-économiques (notamment l’emploi), qu’elle aborde dans des revues universitaires, des publications dans les grands médias nationaux,, ou des ouvrages grand public. Ses derniers livres d’intervention ont été consacrés, dans une optique féministe, aux services à la personne, notamment les services de ménage à domicile,,, au programme social des écologistes et à la place des femmes en politique,,.
À compter de son retour dans l'arène politique en 2021, Sandrine Rousseau se réclame de l'écoféminisme et est fréquemment présentée comme « woke », terme qu'elle revendique également,,,. Ses prises de positions radicales sont décrites comme polémiques et clivantes par certains médias de droite, et des membres de son propre parti, EELV, peinent à assurer cette radicalité,,,. Une attaque contre Yannick Jadot est qualifiée par les mêmes médias d'outrance verbale,, tandis qu'elle reconnait une maladresse. Son style d'expression est parfois parodié,,. Elle est une cible privilégiée de la droite française, qui la dépeint comme une figure de la cancel culture et d'un « wokisme » d'influence américaine.
Sa stratégie consiste ainsi à capter le débat avec des idées radicales, analysées comme répondant aux attentes d'une partie de la jeunesse,. Selon le journaliste suisse Alain Rebetez, « elle tente de faire à gauche ce qu’Éric Zemmour avait fait à droite : imposer les thèmes de son choix pour gagner la bataille des idées ». The New York Times indique que « ses arguments sont souvent perçus comme farfelus, mais reposent sur des recherches universitaires — avec une sensibilité féministe selon laquelle l'intime est politique ».

### Aide à mourir
En 2013, elle raconte sur son blog les dernières heures de sa mère, qui a choisi de se suicider à domicile alors qu'elle était atteinte d'un cancer. La Voix du Nord rend compte de ce récit en une, ce qui déclenche un débat national. Sandrine Rousseau plaide pour la légalisation du suicide assisté. Elle évoque de nouveau cette question dans le cadre des débats législatifs sur la fin de vie et dit avoir aidé sa mère à mourir dans des circonstances qui auraient pu être plus dignement choisies. Elle souhaite aussi que l'option de l'euthanasie soit libéralisée.

### Critique de la rationalité
En 2019, Sandrine Rousseau signe, au côté de 200 autres personnalités dont Marlène Schiappa, Charlotte Gainsbourg et Muriel Robin, une tribune visant à réhabiliter l’image de la sorcière, devenue un symbole féministe, notamment à travers un ouvrage de Mona Chollet paru en 2018, Sorcières. La puissance invaincue des femmes. En 2021, lors de sa campagne de la primaire écologiste, Sandrine Rousseau déclare dans une interview pour Charlie Hebdo : « Le monde crève de trop de rationalité [...], je préfère des femmes qui jettent des sorts plutôt que des hommes qui construisent des EPR ». Ces propos sont critiqués sur les réseaux sociaux, certains internautes lui reprochant d’être « anti-science »,,,. En défense de ses propos, elle indique avoir un « problème avec la rationalité du profit, avec la rationalité de l’organisation sociale qui fait qu’il y a des discriminations structurelles ».

### «Homme déconstruit»
En septembre 2021, lors d'un débat de la primaire écologiste face à Yannick Jadot, elle déclare : « Je vis avec un homme déconstruit, et j’en suis très heureuse ». Elle popularise ainsi un terme hérité de la philosophie de Martin Heidegger et repris par Jacques Derrida pour l'analyse de textes, qui a essaimé dans le champ de la critique sociale et qui s'avérait restreint jusqu'alors à la sphère féministe pour évoquer le processus introspectif par lequel un individu remet en question les stéréotypes de genre qui l'affectent, sur la base d'un intérêt sincère pour les enjeux d'égalité femmes-hommes,,,. Ces propos déclenchent des moqueries et critiques, en particulier venant de l'extrême droite et « de commentateurs tendant à présenter la « déconstruction » comme un projet radical d’atteinte à la virilité qui ne serait porté que par une poignée de femmes et d’hommes activistes »,,. En réaction, Marlène Schiappa, ministre chargée de la Citoyenneté, publie une tribune dans Le Point, intitulée « Éloge des hommes construits ». Une enquête de l'IFOP menée en 2022 « montre que ce concept répond aujourd’hui à une aspiration profonde aussi bien de la gent féminine que masculine », « même si derrière leurs déclarations de principe, les hommes hétérosexuels — notamment les plus à droite politiquement — sont loin de tous accepter une remise en cause de toutes les formes de domination masculine ».

### Femmes, vêtements et signes religieux

#### Abaya
À la suite de l'interdiction de l'abaya voulue par le ministre de l'Éducation nationale, Gabriel Attal, confirmée par le Conseil d'État, Sandrine Rousseau dénonce une « machine de broyage d’adolescentes » à l'encontre des jeunes filles portant ce vêtement ainsi que leur stigmatisation par l'État.

#### Hidjab et burqa
Sandrine Rousseau considère que le hidjab et la burqa sont des « vêtements sexistes » mais défend le droit des femmes à s'habiller comme elles l'entendent, estime que « l’émancipation des femmes ne passe jamais par une interdiction du vêtement », et affirme notamment : « Il y a plein de motivations pour porter un voile. Il y en a qui portent des voiles (pour des raisons) qui sont juste un embellissement ». Des détracteurs mettent en cause une incohérence de sa position, notamment à l'occasion des manifestations consécutives à la mort de Mahsa Amini lors desquelles des manifestantes retirent leur hijab : Sandrine Rousseau, qui nie l'opposition entre ces causes, est prise à partie lors d'une manifestation parisienne de soutien aux Iraniennes,,,.

### Délit de non-partage des tâches domestiques
Vers la fin de la campagne présidentielle de 2022, elle propose de créer un « délit de non-partage des tâches domestiques ». Si cette proposition lui attire de nombreuses critiques de la part de commentateurs tendant à présenter sa proposition comme une mesure « hors sol » sur un sujet d’intérêt secondaire, 50 % des femmes et 44 % des hommes se disent favorables à l’instauration d’un tel délit selon un sondage de l'IFOP. L'institut de sondage indique qu'« une telle proposition met le doigt sur un sujet de fond, l’absence d’équité dans la division sexuelle du travail domestique, qui correspond encore aujourd’hui à une indéniable réalité statistique : la majorité des Françaises [en couple hétérosexuel] (57 %) déclarent toujours en faire « plus » que leur conjoint, contre 37 % qui disent en faire « à peu près autant » et seulement 8 % qui se prévalent d’en faire « moins » que lui ».

### «Androcène»
Adélaïde Bon, Sandrine Roudaut et Sandrine Rousseau publient en août 2022 Par-delà l’androcène, qui tient lieu de manifeste écoféministe — courant de pensée fondé sur la conviction que sexisme et destruction de l'environnement sont intimement liés : de même que la nature serait « féminisée » pour justifier son exploitation par l'industrie, les femmes seraient « naturalisées » pour être cantonnées à la maternité. L’« androcène » est un néologisme qui entend remplacer ou préciser la notion d'anthropocène en théorisant le fait que les hommes, surtout riches et conformes au modèle cissexiste, hétérosexiste et dominant de divers points de vue, plus que les femmes et les classes dominées, portent la responsabilité des problèmes écologiques. Inspiré des travaux de l’universitaire et militante féministe Silvia Federici, le livre présente les procès contre les sorcières de la fin du Moyen Âge comme le symptôme du capitalisme en préparation qui aliènerait les terres et les femmes, et propose de « transformer l’illusion du pouvoir d'achat en un droit à vivre dignement, à avoir accès aux biens et services fondamentaux ».
Pour le journal Le Monde, il s'agit aussi d'« un récit politique à l’acide pour les hommes, au prix de raccourcis »,.

### Barbecue et virilité
En août 2022, à l'occasion d'un échange lors de l'université d'été d'EELV sur les gestes du quotidien à accomplir face au changement climatique, Sandrine Rousseau déclare qu'un « changement de mentalité » est nécessaire « pour que manger une entrecôte cuite sur un barbecue ne soit plus un symbole de virilité ». Cette phrase transmet ainsi le message que la consommation de viande doit être réduite pour lutter contre le dérèglement climatique ou les autres problèmes environnementaux, et que les hommes (des classes dominantes) consomment plutôt plus de viande que les femmes ou autres catégories discriminées, participant davantage à la pression anthropique planétaire générale, dans la continuité de l'interprétation écoféministe qui juge que l'anthropocène est essentiellement un « androcène » d'hommes conformes à la masculinité dominante, aisés ou blancs, et exploitant également les personnes marginalisées parce que femmes et/ou autrement discriminées. Pendant plusieurs jours, ces propos occupent une place centrale dans les médias et la classe politique : ils sont, globalement, critiqués à droite mais soutenus à gauche (à l'exception importante de Fabien Roussel, secrétaire national du PCF),. L'affirmation est étayée par plusieurs études scientifiques, dont celles du GIEC et de l'ANSES. Libération estime que Sandrine Rousseau a ainsi « réussi à imposer la question de la viande, de sa consommation excessive et de son inégale répartition entre les sexes dans le débat public ». Un mois plus tard, une enquête de l'IFOP tend à confirmer le constat fait par Sandrine Rousseau, avec, toutefois, des nuances, dont le fait que les hommes interrogés sont, pour la plupart, conscients de cette représentation, et veulent majoritairement la combattre.

### Droit à la paresse
En septembre 2022, pour contredire encore Fabien Roussel, qui avait défendu quelques jours auparavant la « gauche du travail contre la gauche des allocs », en lien avec la valorisation des travailleurs exploités par la gauche de type communiste que ce soit face aux élites bourgeoises ou à ceux qui profiteraient du système plus en bas de l'échelle en parvenant parfois à s'en sortir à meilleur compte, Sandrine Rousseau invoque le droit à la paresse, faisant référence à l'ouvrage du même nom et provoquant un débat à gauche sur ce thème. Elle estime ainsi que la « valeur travail » est une « valeur de droite ». Selon un sondage IFOP, 69 % des Français approuvent ses propos sur le droit à la paresse, tandis que 61 % désapprouvent sa présentation de la « valeur travail » comme « valeur de droite »,,. Un autre sondage IFOP indique que les 18-30 ans adhèrent plus largement que leurs aînés à l’idée du « droit à la paresse » défendu par Sandrine Rousseau (78 % contre 69 %).

### Julien Bayou
En septembre 2022, Sandrine Rousseau est interrogée dans l'émission C à vous sur le fait que Julien Bayou, secrétaire national d'Europe Écologie Les Verts, est visé par un signalement auprès de la cellule des violences sexuelles et sexistes du parti pour des violences psychologiques supposées sur une ancienne compagne, et sur la critique de la durée de ce traitement par des militantes de la « Relève féministe ». Elle répond avoir échangé avec l’ex-compagne de Bayou, qu'elle décrit comme étant alors « très déprimée », au point qu’elle « a fait une tentative de suicide quelques semaines après », et évoque des « comportements de nature à briser la santé morale des femmes ». Le lendemain de la diffusion de l'émission, le groupe écologiste à l'Assemblée nationale décide la mise en retrait de Julien Bayou de sa co-présidence et ce dernier démissionne dans la foulée,.
Cette controverse s'inscrit dans un contexte de tensions larvées de longue date entre Sandrine Rousseau et Julien Bayou au sein d'EELV, et coïncide avec une compétition entre eux en vue du congrès d'EELV prévu en décembre 2022 et d'un référendum interne visant à modifier les statuts du parti. L'avocate de Julien Bayou, Marie Dosé, affirme que Sandrine Rousseau instrumentalise à des fins politiques le combat contre les violences sexistes et sexuelles,. Alors qu'une enquête du journal Libération affirme qu'il était depuis trois ans sous la surveillance étroite de militantes féministes du parti, hors de tout cadre formel, provoquant une réunion du bureau exécutif d'EELV et de la cellule interne chargée des violences sexuelles, Sandrine Rousseau juge « problématique » l’article de Libération, affirme qu'elle n'était « absolument pas au courant » de l'existence du groupe ayant enquêté sur Julien Bayou mais que celui-ci « n’est pas une cellule, c’est un groupe informel de femmes qui se parlent » et ont « le droit de se parler et de se protéger ». Julien Bayou met à son tour en cause Sandrine Rousseau, l'accusant notamment de « confondre féminisme et maccarthysme »,.
Le 7 février 2023, après la décision de la cellule d’EELV dédiée aux violences sexistes et sexuelles de « clore le dossier », affirmant n’avoir pu « mener à bien son enquête », Julien Bayou peut reprendre ses activités normales de député. Cependant, Sandrine Rousseau refuse de l'innocenter, estimant que « sans enquête, on ne peut rien dire », et déclare : « Je continuerai à soutenir la parole des femmes et si cela se reproduit, je le referai »,.
Le 30 janvier 2025, la justice classe sans suite la plainte envers Julien Bayou, qui affirme avoir subi un lynchage politique pour une affaire qui n'a jamais existé,,. L'intéressé parle de futurs plaintes contre les personnes qui remettrait en cause son innocence dans cette affaire.

### Yannick Jadot
Adversaire malheureuse de Yannick Jadot lors de la primaire écologiste de 2021, elle commente à la rentrée 2022 le tag « crevure » peint des deux côtés de la voiture qu'il a louée et partagée avec Charles Fournier pour venir aux rassemblement d'opposition aux méga-bassines de Sainte-Soline : elle déclare que cela « ne fait pas tellement avancer le débat » mais aussi qu'il « paye la manière dont il présente l'écologie » et l'appelle à « retrouver une écologie de combat ». Cette réaction est largement critiquée à gauche tandis qu'un communiqué d'EELV « condamne sans réserve les actes de violence » commis contre Yannick Jadot et Charles Fournier.

### Cible d'un compte Twitter parodique
Un compte baptisé « Sardine Ruisseau » est créé sur Twitter en septembre 2021 : se voulant parodique, il publie des blagues sarcastiques visant à tourner en dérision les prises de position de Sandrine Rousseau. Son auteur, un homme anonyme, indique vouloir se moquer ainsi du « wokisme », mais nie dans le même temps avoir un objectif politique. Selon Élodie Safaris d'Arrêt sur images, « sa sémantique (bien-pensance, homme-soja) est la même que la rhétorique de droite et d'extrême droite » ; son affiliation à l'extrême droite peut être corroborée par sa présence et ses abonnements sur la plateforme Gettr, sa participation à la revue Furia, ou son interview dans Causeur ; et son audience est « en grande majorité anti-woke à la sauce Printemps républicain, de droite et d'extrême droite », même s'il « fait aussi rire au-delà de ce spectre ». Ce compte, relayé par certains médias et personnalités politiques, prend de l'ampleur jusqu'à dépasser les 125 000 abonnés — plus que le compte officiel de Sandrine Rousseau —, avec la publication de plus de 4 000 tweets moqueurs en 10 mois, soit plus de 400 tweets par mois,. Élodie Safaris considère ce compte comme « un cas inédit » au regard de « son retentissement médiatique et politique » et de « son audience ». Le succès inédit du compte suscite des dizaines de nouveaux comptes parodiques, visant principalement des personnalités de la NUPES.
Sandrine Rousseau dénonce « un compte de cyberharcèlement de la droite extrême » — ce dont se défend l’auteur du compte — et réclame en vain la fermeture du compte par Twitter,,,. Il est temporairement désactivé par son propriétaire en juillet 2022, suscitant à tort des dénonciations de censure, notamment de la part de personnalités d'extrême droite. Il est ensuite temporairement suspendu en août 2022, probablement du fait d'un algorithme,. La journaliste Marie Turcan de Numerama estime qu'il s'agit d'« un compte dédié au cyberharcèlement ciblé »,. Pendant plusieurs mois, le compte Sardine Ruisseau usurpe notamment la photo de profil et la bannière du compte de Sandrine Rousseau, entretenant la confusion chez de nombreux internautes distraits qui croient consulter le compte de Sandrine Rousseau,.
Marie Turcan rapproche ce compte de la pratique du « FemSpoofing », « théorisée par l’experte en sémantique et désinformation Stéphanie Lamy. Puisant ses racines dans les méthodes de l’extrême droite et de la fachosphère, elle consiste à créer de faux comptes prétendument féministes afin de tourner la cause en ridicule et la décrédibiliser auprès d’un plus large public ». Élodie Safaris d'Arrêt sur images estime qu'« il serait malhonnête d'attribuer à Ruisseau la totalité du harcèlement que subit la députée. Mais d'une part, la nature même de Twitter — machine à harceler — induit ces « raids numériques » dès lors qu'une critique ou moquerie devient virale. D'autre part, Ruisseau a grandement participé — volontairement ou non — à ériger Rousseau en tête de Turc du réseau social. De sorte qu'aujourd'hui quoi qu'elle dise, tweete ou fasse, la twittosphère se gausse ».

### Soutien à des actions environnementales
En 2022, Sandrine Rousseau soutient l’action des militants écologistes qui lancent de la nourriture sur des tableaux de peintres célèbres afin d'alerter l'opinion sur le dérèglement climatique.
En septembre 2023, elle grimpe dans un arbre en face du ministère de la Transition écologique aux côtés de Thomas Brail afin de le remercier pour son combat contre la construction de l'autoroute A69 reliant Castres à Toulouse.

### Bras d'honneur à l'Assemblée nationale
Le vendredi 25 octobre 2024, en plein débat sur le projet de loi de finances 2025 en séance plénière, Sandrine Rousseau esquisse un bras d'honneur en direction des députés RN,. L'incident provoque une suspension de séance, après laquelle elle présente ses excuses aux députés insultés.

### Stade Vélodrome
Le samedi 15 février 2025, Sandrine Rousseau assiste au match OM - Saint-Étienne en compagnie du supporteur de l'OM Rachid Zeroual, leader controversé des South Winners, connus pour leurs chants homophobes, dont elle poste une photo le lendemain qui suscite de vives réactions,,. La députée explique s'être trouvée au mauvais endroit au mauvais moment.

## Synthèse des résultats électoraux

### Primaire des écologistes
| Année | Parti | Parti | 1er tour | 1er tour | 1er tour | 2d tour | 2d tour | 2d tour | Issue  |
| Année | Parti | Parti | Voix     | %        | Rang     | Voix    | %       | Rang    | Issue  |
| ----- | ----- | ----- | -------- | -------- | -------- | ------- | ------- | ------- | ------ |
| 2021, |       | EÉLV  | 26 801   | 25,14    | 2e       | 50 098  | 48,97   | 2e      | Battue |

### Élections législatives
| Année | Parti        | Parti       | Circonscription | 1er tour | 1er tour | 1er tour | 2d tour | 2d tour | 2d tour | Issue  |
| Année | Parti        | Parti       | Circonscription | Voix     | %        | Rang     | Voix    | %       | Rang    | Issue  |
| ----- | ------------ | ----------- | --------------- | -------- | -------- | -------- | ------- | ------- | ------- | ------ |
| 2012  |              | EÉLV        | 21e du Nord     | 7 171    | 16,71    | 3e       |         |         |         | Battue |
| 2017  | 9e du Nord   | EÉLV        | 2 058           | 4,74     | 5e       |          |         |         | Battue  |        |
| 2022  | EÉLV (NUPES) | 9e de Paris | 16 332          | 42,90    | 1re      | 20 634   | 58,05   | 1re     | Élue    |        |
| 2024  | LÉ (NFP)     | 9e de Paris | 26 020          | 52,13    | 1re      |          |         |         | Élue    |        |

### Élections départementales
| Année | Parti | Parti | Binôme              | Canton            | 1er tour | 1er tour | Issue    |
| Année | Parti | Parti | Binôme              | Canton            | %        | Rang     | Issue    |
| ----- | ----- | ----- | ------------------- | ----------------- | -------- | -------- | -------- |
| 2015  |       | EÉLV  | Hélène Hardy (EÉLV) | Villeneuve-d'Ascq | 8,84     | 4e       | Éliminée |

### Élections régionales
Les résultats ci-dessous concernent uniquement les élections où elle est tête de liste.
| Année | Liste | Liste      | Région          | 1er tour | 1er tour | Sièges obtenus |
| Année | Liste | Liste      | Région          | %        | Rang     | Sièges obtenus |
| ----- | ----- | ---------- | --------------- | -------- | -------- | -------------- |
| 2015  |       | EÉLV-PG-ND | Hauts-de-France | 4,83     | 5e       | 0 / 170        |

### Élections municipales
Les résultats ci-dessous concernent uniquement les élections où elle est tête de liste.
| Année | Liste | Liste | Commune           | 1er tour | 1er tour | Sièges obtenus | Sièges obtenus |
| Année | Liste | Liste | Commune           | %        | Rang     | CM             | MEL            |
| ----- | ----- | ----- | ----------------- | -------- | -------- | -------------- | -------------- |
| 2014  |       | EÉLV  | Villeneuve-d'Ascq | 9,94     | 4e       | 0 / 49         | 0 / 7          |

## Publications

### Publications scientifiques

#### Ouvrages
- Sandrine Rousseau, Nicolas Postel et Bruno Boidin (dir.) (préf. Philippe Vasseur, postface Bernard Saincy), La responsabilité sociale des entreprises : une perspective institutionnaliste, Villeneuve-d'Ascq, Presses universitaires du Septentrion, coll. « L'économie retrouvée », 24 avril 2009, 200 p. (ISBN 978-2-7574-0087-6, présentation en ligne).
- Sandrine Rousseau (dir.), Muriel Maillefert et Olivier Petit (préf. Bertrand Zuindeau), Ressources, patrimoine, territoires et développement durable, Bruxelles, Peter Lang, coll. « EcoPolis », 8 décembre 2010, 286 p. (ISBN 978-90-5201-648-1, présentation en ligne).
- Sandrine Rousseau et François-Xavier Devetter, Du balai : essai sur le ménage à domicile et le retour de la domesticité, Paris, Liber-Raisons d'agir, 1er février 2011, 144 p. (ISBN 978-2-912107-58-9, présentation en ligne).
- Sandrine Rousseau et François-Xavier Devetter, Le chômage, Paris, Rue des écoles, coll. « Le Monde Sup' », 27 février 2015, 96 p. (ISBN 978-2-8208-0406-8).

### Essais
- Sandrine Rousseau, Ce qui nous porte : Climat, immigration, solidarité : et si les Français nétaient pas (tous) réacs ?, Seuil, septembre 2024, 288p.,  (ISBN 978-2021519716)
- Sandrine Rousseau, Oui, l'écologie, c'est social !, Paris, Les Petits matins, mars 2012, 112 p. (ISBN 978-2-36383-013-5, présentation en ligne).
- Sandrine Rousseau (préf. Claire Serre-Combe, avant-propos de Clémentine Autain, Emmanuelle Cosse, Cécile Duflot, Marie-Pierre de la Gontrie et Laurence Rossignol), Manuel de survie à destination des femmes en politique, Paris, Les Petits matins, 5 mars 2015, 160 p. (ISBN 978-2-36383-161-3, présentation en ligne).
- Sandrine Rousseau, Parler. : Violences sexuelles : pour en finir avec la loi du silence, Paris, Flammarion, coll. « Documents, témoignages », 27 septembre 2017, 247 p. (ISBN 978-2-08-141664-2, présentation en ligne).
- avec Adélaïde Bon et Sandrine Roudaut, Par-delà l'androcène, Seuil, 2022.

### Romans policiers
- Sandrine Rousseau, Épluchures à la lilloise, Villeneuve-d'Ascq, Ravet-Anceau, coll. « Polards en Nord » (no 15), 2007 (1re éd. septembre 2007), 320 p. (ISBN 978-2-914657-33-4).
- Sandrine Rousseau, Qu'est-ce qui fait pleurer les flics ?, Villeneuve-d'Ascq, Ravet-Anceau, coll. « Polards en Nord » (no 37), 2008 (1re éd. janvier 2009), 288 p. (ISBN 978-2-914657-69-3).